# クラッソン・アベニュー駅
クラッソン・アベニュー駅（Classon Avenue）はニューヨーク市地下鉄 INDクロスタウン線の駅である。地元住民はクローシン （[klɔːsɪn] KLAW-sin）と発音する。ブルックリン区クリントン・ヒルのクラッソン・アベニュー - ラファイエット・アベニュー交差点に位置し、G系統が終日停車する。

## 駅構造
| G          | 地上階                         | 出入口                                                                   |
| M          | 改札階                         | 改札、駅員詰所、メトロカード自動券売機                                   |
| P ホーム階 | 相対式ホーム、右側のドアが開く | 相対式ホーム、右側のドアが開く                                           |
| P ホーム階 | 南行線                         | ← チャーチ・アベニュー駅行き（クリントン-ワシントン・アベニュース駅）    |
| P ホーム階 | 道床                           |                                                                          |
| P ホーム階 | 北行線                         | → コート・スクエア駅行き（ベッドフォード-ノストランド・アベニュース駅）→ |
| P ホーム階 | 相対式ホーム、右側のドアが開く |                                                                          |

クラッソン・アベニュー駅は1937年7月1日のクロスタウン線ナッソー・アベニュー駅 - ホイト-スカーマーホーン・ストリーツ駅間延伸に合わせて開業した相対式ホーム2面2線を有する地下駅で、2本の線路の中央に未使用の道床がある。ホームには濃緑色で縁取りされた淡緑色の帯が水平に引かれており、淡緑色で縁取りされた濃緑色の地に白のサンセリフ体で "CLASSON AVE" とレタリングした駅名標が取り付けられている。帯と駅名標の下には、黒い帯に小さな方向表示と ”CLASSON" の駅名が白で書かれている。ホームにはダークブルーの I 形鋼の柱が等間隔で建っており、1本おきに黒地に白でレタリングしたニューヨーク市地下鉄標準の駅名標が取り付けられている。
現在使われている2本の線路の間に1本線路を設けられるだけのスペースがあるが、これは建設されなかった第2IND路線網のためのものである。ベッドフォード-ノストランド・アベニュー駅との間に引かれる予定であったが、線路は同駅の両側で行き止まりになっている。当駅の南側で外側の2線が内側に寄り、中央の路盤は終わっている。
南行ホームの南端と北行ホームの北端には信号扱所が設けられる予定であったが、現在は乗務員詰所として利用されている。
2015年から2019年にかけてのMTA 投資計画により、この駅はニューヨーク市地下鉄のその他30駅と共に大規模な修繕工事が行われ最大6ヶ月間休止される予定。修繕工事では携帯電話サービスやWi-Fi、充電場所の設置、案内標識や照明の更新などが行われる予定である。しかし、この修繕工事については資金不足のため、資金割り当てが2020年から2024年にかけてのMTA 投資計画まで延期されている。

### 出口
ホーム全長に渡るメザニンがホームおよび線路の上に設けられており、ダークブルーに塗られた I 形鋼の支柱で支えられている。ただし、メザニンは半分しか開放されていない。各ホームとの間に階段が2本ずつ設けられている。改札はメザニン中央にあり、自動改札機とトークン・ブースが設けられている。階段が3本あり、クラッソン・アベニュー - ラファイエット・アベニュー交差点の北西・南東・南西角に出ることができる。